# Eschwiller
Eschwiller je občina v departmaju Bas-Rhin francoske regije Alzacija.
Leta 1990 je v občini živelo 184 oseb oz. 53 oseb/km².